# José Alonso Mallol
José Alonso Mallol (Alicante, 30 de agosto de 1894 - c. 1967) fue un político español, que destacó en los meses previos a la guerra civil española por su puesto como director general de Seguridad. Durante el periodo de la Segunda República Española ocupó diversos puestos en la administración. Al final de la guerra civil marchó al exilio, estableciéndose en México junto a otros destacados republicanos.

## Biografía

### Carrera política
José Alonso Mallol nació en el barrio del Raval Roig de Alicante el 30 de agosto de 1894.
Fue cofundador del histórico periódico alicantino El Luchador junto a Juan Botella Pérez, presidente del primer sindicato de estudiantes de la provincia, y también presidente del Ateneo y del Círculo de Bellas Artes de la capital alicantina. Durante su juventud trabó una estrecha amistad con el también activista republicano Carlos Esplá, manteniendo ambos una relación de amistad durante el resto de sus vidas. Posteriormente entró en el mundo de la política. 
Durante sus primeros años estuvo afiliado al Partido Republicano Radical Socialista (PRRS), aunque posteriormente pasaría al Partido Republicano Radical Socialista Independiente (PRRSI) y posteriormente se integraría en Izquierda Republicana (IR), convirtiéndose en presidente de IR de la provincia de Alicante. Durante el primer bienio de la Segunda República Mallol ocupó el cargo de gobernador civil en dos provincias, primero en Asturias, y posteriormente de Sevilla, entre mayo y septiembre de 1933. En las elecciones generales de 1933 fue elegido diputado del PRRSI por la circunscripción de Alicante. Tras el estallido de la Revolución de Asturias, el 8 de octubre de 1934, durante una manifestación, Alonso Mallol fue detenido en las calles de Alicante junto a otros líderes republicanos.

### Director general de Seguridad
Tras la victoria del Frente Popular en las Elecciones de febrero de 1936, el nuevo gobierno le nombró director general de Seguridad. Carlos Esplá, que era subsecretario de presidencia en el gobierno, tuvo una importante influencia para que Alonso Mallol fuera puesto al frente de la Dirección General de Seguridad.
Desde ese puesto, el 14 de marzo ordenó la detención de José Antonio Primo de Rivera y de otros de dirigentes de Falange por tenencia ilegal de armas, lo que también incluyó el cierre de sus locales. Desde su nombramiento como director general de Seguridad, Alonso Mallol se centró en intentar combatir la creciente violencia falangista en las calles y la conspiración militar que estaba teniendo lugar. Bajo su iniciativa, se instalaron numerosas escuchas telefónicas en todos aquellos domicilios y lugares donde se estaba urdiendo la conspiración. Para el mes de mayo ya tenía confeccionada una lista de 500 implicados en la conspiración que entregó al presidente Manuel Azaña y al jefe del gobierno, Santiago Casares Quiroga, «con la recomendación de que se procediera a su detención». Pero Azaña y Casares Quiroga no hicieron nada al respecto. 
Durante el mes de abril de 1936 tuvieron lugar los incidentes durante el entierro de Anastasio de los Reyes, en los que fallecieron varios manifestantes de derechas por la actuación de la Guardia de Asalto al mando del teniente José del Castillo, que fue movilizada por orden de José Alonso Mallol durante los incidentes. 
El 3 de junio visitó Pamplona acompañado de un comisario de policía y de un numeroso grupo de guardias de asalto, con el objetivo de realizar varias inspecciones y descubrir la conspiración que estaba organizando el general Emilio Mola. A pesar del fuerte operativo policial, Mallol obtuvo un rotundo fracaso y no logró desbaratar los planes golpistas. Esto se debió en buena medida al comisario Santiago Martín Báguenas, de la Dirección General de Seguridad, que era confidente de Mola y previamente le había avisado de que se iba a producir el registro policial. Mallol regresó a Madrid, convencido de que los rumores sobre una conspiración militar eran exagerados.
Unas semanas más tarde se producirían los asesinatos del teniente de Asalto José del Castillo Sáenz de Tejada y del diputado José Calvo Sotelo, ambos de un gran impacto social. Entre el 17 y el 19 de julio se producía Golpe de Estado que daría lugar a la Guerra Civil. La noche del 18 de julio emitió diversas órdenes, como ordenar la detención de falangistas o el corte de comunicaciones con el exterior de algunos cuarteles militares de Madrid. A pesar de los denodados esfuerzos de Alonso Mallol, no fue capaz de impedir que se produjera el golpe y de que continuara la campaña violenta por parte de los grupos extremistas. Impotente ante el colapso del aparato de seguridad del Estado, y en parte horrorizado por la violencia y represión desatadas, tras el comienzo de la contienda dimitió de su cargo y fue sustituido como director general de Seguridad por Manuel Muñoz Martínez. Fue nombrado inspector general de los Consulados de España en el Norte de África hasta 1938, con la misión de intentar sublevar a las tribus indígenas rifeñas —vivero de mercenarios para el ejército rebelde—.

### Posguerra
Al final de la contienda hubo de marchar al exilio. Las autoridades franquistas le desposeyeron de la nacionalidad española y le embargaron todos sus bienes.
En la inmediata posguerra fue representante de la Junta de Auxilio a los Republicanos Españoles (JARE) en Casablanca, en el Marruecos francés, puesto desde el que logró salvar la vida de más de cuatro mil españoles, a riesgo de perder la suya. A petición de la diplomacia franquista, fue detenido y encarcelado por las autoridades de la Francia de Vichy, con objeto  de ser deportado y entregado a la España de Franco. No obstante, logró ser puesto en libertad. Finalmente, logró exiliarse a México junto a Carlos Esplá Rizo, llegando posteriormente con su hijo José Alonso Selles y su familia.

## Masonería
Fue iniciado en julio de 1916 en la Logia Constante Alona, donde tuvo una larga continuidad de pertenencia.
Fue su Maestro de Ceremonias.

### Pie de página
1. 1 2  Ponce Alberca, 1999, p. 663.
2. 1 2  Egido León, 2006, p. 296.
3. 1 2  Esplá Rizo, 2004, p. 11.
4. 1 2 3  Payne, 1993, p. 282.
5. ↑  García Andréu, 1985, p. 51.
6. ↑  García Andréu, 1985, p. 58.
7. ↑  Salas, 1992, p. 146.
8. ↑  Villa García, 2011, p. 533.
9. ↑  Preston, 2013, p. 139.
10. ↑  Egido León, 2006, p. 304.
11. ↑  Preston, 2013, p. 168.
12. 1 2  Preston, 2013, p. 176.
13. ↑  Angosto, 2006, p. 213.
14. ↑  Aróstegui, 2006, p. 161.
15. ↑  Martínez Bande, 2007, p. 230.
16. ↑  Preston, 2013, p. 193.
17. ↑  Blinkhorn, 1975, p. 244.
18. ↑  Vegas Latapie, 1995, p. 22.
19. ↑  Reig Tapia, 1990, p. 70.
20. ↑  Preston, 2013, p. 733.
21. ↑  Thomas, 1976, p. 305.
22. ↑  Álvarez Rey, 2010, p. 585.
23. ↑  Girona y Mancebo, 1995, p. 127.
24. ↑  Sánchez Recio, 1990, p. 107.
25. ↑  Herrerín López, 2007, pp. 85-86.
26. ↑  Herrerín López, 2007, p. 75.